# Fabian Cancellara
Fabian Cancellara, švicarski kolesar, * 18. marec 1981, Wohlen pri Bernu.
Fabian Cancellara je specialist za dirke na kronometer in je sedanji svetovni prvak v individualni vožnji na čas. V letu 2006 je postal drugi Švicar, ki mu je uspelo zmagati na enodnevni klasični dirki Paris-Roubaix, za Heiri Suterjem (1923).